# Numancia de la Sagra
Numancia de la Sagra é um município da Espanha, na província de Toledo, comunidade autónoma de Castela-Mancha. Tem 29,63 km² de área e em 2021 tinha 5 170 habitantes (densidade: 174,5 hab./km²). Pertence à comarca de La Sagra, e limita com os municípios de Illescas, Yeles, Esquivias, Borox, Pantoja, Villaluenga de la Sagra e Yuncos.